# Euptychia therkelsoni
Euptychia therkelsoni är en fjärilsart som beskrevs av Archibald C. Weeks. Euptychia therkelsoni ingår i släktet Euptychia och familjen praktfjärilar. Inga underarter finns listade i Catalogue of Life.